# Battlefield Heroes
Battlefield Heroes foi um Jogo eletrônico de tiro em terceira pessoa de 2009 desenvolvido inicialmente pela EA DICE e posteriormente desenvolvido pela Easy Studios, publicado pela Electronic Arts para Microsoft Windows. 
Battlefield Heroes exigia menos das especificações do computador do que os jogos anteriores da série para aumentar a base de público. Além disso, o jogo combinou jogadores de níveis semelhantes para um jogo mais justo.
Heroes foi o primeiro jogo Battlefield a ser feito no novo modelo "Play 4 Free" da Electronic Arts, que viu o jogo ser lançado gratuitamente com receita gerada por publicidade e microtransações. Anúncios apareciam no site e no 'front-end' do jogo, embora nenhum aparecesse durante o jogo, enquanto microtransações podiam ser feitos para itens adicionais para personalizar a aparência dos avatares dos jogadores ou para comprar armas mais fortes. Além disso, os fundos grátis do Play 4 (anteriormente conhecidos como Battlefunds) podem ser usados para resgatar aumentos de taxa de pontos de experiência junto com outros itens.
Battlefield Heroes, juntamente com outros títulos gratuitos da EA, Battlefield Play4Free, Need for Speed World e FIFA World, ficaram offline em 14 de julho de 2015.

## Jogabilidade
Battlefield Heroes apresentava um modo de conquista modificado, fornecendo a cada equipe 50 vidas e, eventualmente, uma bandeira no início da rodada. Matar inimigos e segurar mais bandeiras do que o exército inimigo reduziria progressivamente o número de vidas deles. O jogo também apresentava matchmaking, para manter os jogadores do mesmo nível juntos. Os desenvolvedores do jogo falaram sobre níveis chegado a 40 ou 50, embora o limite de nível nunca subisse acima de 30.[carece de fontes?] Os dois exércitos eram chamados de Exército Nacional (possuindo uma bandeira de base vermelha) e o Exército Real (possuindo uma bandeira de base azul). O jogo era apenas em terceira pessoa, mas o produtor sênior Ben Cousins afirmou que se a primeira pessoa é realmente desejada, ela pode ter sido adicionada em uma data posterior. Os tempos de Spaun eram de 5 segundos (em comparação com os de 15 segundos dos jogos Battlefield anteriores, exceto para o mapa "Midnight Mayhem"), permitindo menos espera e mais ação. Os jogadores não escolheram pontos de spawn, pois o jogo tinha um sistema de "Sistema de Spawn Inteligente" que colocava os jogadores mais próximos da batalha mais próxima. Às vezes. o jogador era lançado de pára-quedas atrás das linhas inimigas. Também havia um novo modo chamado "Conquest V2". O objetivo desse modo era segurar um foguete por 5 minutos.
Como os jogos Battlefield anteriores, Battlefield Heroes tinha um sistema de classes, que foi reduzido a três classe básicas: o Soldier (um médico de velocidade média, saúde média, armado de alcance médio), Gunner (uma classe lenta com armas pesadas e alta saúde) e Commando (baixa saúde, rápido, especialista em snipe e faca). Todas as três classes tinham suas próprias vantagens e desvantagens.
Os jogadores também podiam comprar bandagens para regenerar a saúde e chaves para regenerar os pontos de armadura do veículo (que eram o mesmo que a saúde para jogadores sem veículo).
Havia vários veículos no jogo, todos padronizados com os veículos reais da Segunda Guerra Mundial. Foram incluídos dois "tanques leves", no estilo do M4 Sherman e do Panzer III / IV. Veículos com rodas também estavam em jogo e foram padronizados após o Kübelwagen e o Jeep Willys. Finalmente, havia quatro aeronaves, duas das quais também foram feitas para se parecer com o Messerschmitt Bf 109 e o Supermarine Spitfire, e os outros eram tipos de helicópteros. Todos os veículos tinham vagas para passageiros, o tanque com espaço para passageiros na torre, os veículos com rodas comportavam três passageiros, a aeronave com uma vaga em cada asa e os helicópteros com vagas em cada lado. Todos os passageiros, exceto o motorista, podiam disparar suas armas manuais normais e usar habilidades de dentro do veículo.
Os jogadores podiam receber conquistas por um sistema de missão que permitia que as missões fossem concluídas para obter pontos de bravura.
Os jogadores também podem compra uma moeda chama "battlefunds" posteriormente transformada em "Play for Free Funds" no site principal para comprar itens do jogo, como diferentes armas, munições, emotes, experiência e aumento de pontos de Valor, bandagens, curativos, veículos, consertar chaves, "boosts" que aumentam a quantidade de pontos de bravura obtidos ou armas que duram por um período de tempo ou para sempre.

## Desenvolvimento
Em 6 de maio de 2008, a primeira fase do lançamento do jogo foi um beta fechado apenas para convidados e os convites foram dados apenas a testadores beta profissionais.[carece de fontes?] Após a seleção dos testadores beta, a quantidade de tráfego fez com que o site travasse por um curto período. Assim que o site foi restaurado, foi revelado que testadores profissionais terceirizados estariam testando o jogo, e várias fases beta abertas começariam em um futuro próximo. O objetivo dessas fases beta é testar a capacidade do servidor conforme os jogadores baixam o jogo e se os servidores fornecidos podem suportar o uso intenso. Os atuais jogadores do beta fechado estão sob um acordo de não divulgação, proibindo-os de liberar informações sobre o beta. Em 29 de agosto de 2008, centenas de chaves beta foram distribuídas no estande da EA na Penny Arcade Expo em pequenos cartões para todos os presentes. O beta fechado terminou em 14 de novembro de 2008.
A DICE declarou em uma postagem que distribuiria chaves extras de beta fechado para os primeiros 20 comentários em suas novas postagens. Isso foi postado no site oficial do Battlefield Heroes em 31 de julho de 2008. Foi revelado que a primeira dessas postagens seria feita em 4 de agosto de 2008. Isso fez com que muitos usuários estivessem no site Battlefield Heroes ao mesmo tempo esperando por um chave beta, que fez com que o servidor Battlefield Heroes travasse, atrasando a liberação das chaves até que a manutenção pudesse ser concluída. Dois dias depois, em 6 de agosto, o método foi alterado para que os usuários tivessem que resolver um enigma para ganhar uma chave beta (embora os primeiros 20 comentários ainda recebessem chaves beta nesta ocasião, já que não ficou claro que o formato havia mudado).
Em 9 de agosto, o segundo enigma da chave beta foi lançado (sendo mais difícil, este enigma ficou disponível por mais 5 minutos). Os usuários foram informados de que o enigma seria lançado às 19h, no entanto, havia um certo grau de confusão sobre o fuso horário (sendo sediada na Suécia, a DICE usou o fuso horário GMT +1 hora, que foi esclarecido posteriormente com o terceiro enigma).
Em 27 de agosto de 2008, a DICE lançou outro conjunto de chaves, desta vez 400 foram distribuídas. Outros 200 foram lançados em 11 de setembro de 2008; estes foram usados em 22 minutos.
Em 29 de julho de 2008, foi anunciado que Battlefield Heroes será adiado até algum tempo nos primeiros 4 meses de 2009. O CEO da EA, John Riccitiello, afirmou que a empresa vai "aumentar seu foco em alguns dos recursos de rede social."
Em janeiro de 2009, a página de inscrição da chave do Battlefield Heroes Beta foi aberta com outro conjunto de chaves Battlefield: Heroes com base no "primeiro a chegar, primeiro a ser servido". O beta fechado já começou e os usuários podem ficar na fila por uma chave beta. Em 6 de fevereiro, foi anunciado que a inscrição no Closed Beta de Battlefield Heroes alcançou mais de 100.000 participantes. Em 10 de fevereiro de 2009, foi anunciado que o beta fechado seria reaberto em 11 de fevereiro de 2009. Muitos fãs presumiram incorretamente que milhares de chaves beta seriam entregues naquele dia, no entanto, apenas testadores da primeira fase da primeira fase puderam acessar o beta naquele dia. Em 16 de fevereiro de 2009, 2.000 chaves beta foram dadas a alguns dos fãs que se inscreveram para o estágio anterior no QABoss, e 2.000 chaves adicionais no dia seguinte. Em 24 de fevereiro, foi anunciado que as chaves beta do QABoss foram todas entregues e transferidas para aqueles que se inscreveram no site. Alguns fãs parecem estar com problemas: ainda existem aqueles que se inscreveram no QABoss e não receberam a chave. A DICE disse que ou eles se inscreveram tarde demais ou foi apenas um erro simples. Em 2 de abril de 2009, a DICE enviou 50.000 novas chaves beta para pessoas que se inscreveram para o beta. Em 25 de junho de 2009, Battlefield Heroes foi movido para a versão beta aberta, permitindo que qualquer pessoa que perdeu uma chave beta jogue o jogo. Qualquer pessoa pode se registrar e jogar Battlefield Heroes, sem qualquer tipo de chave beta do Open beta até o lançamento de hoje.

### Modelo de preços
Embora Battlefield Heroes ainda seguisse o modelo de negócios "grátis para jogar", as mudanças no final de 2009 alteraram o equilíbrio entre usuários gratuitos e pagantes. Em 30 de novembro de 2009, a Electronic Arts alterou a estrutura de preços da loja online do jogo, aumentando o custo da maior parte dos artigos adquiridos de 'Valor Points' de aquisição gratuita. Ao mesmo tempo, a EA baixou o preço da maioria dos itens disponíveis para compra com Play4Free Funds, uma moeda do jogo que deve ser comprada com dinheiro real. Ars Technica escreveu sobre a atualização recente,
"... esta atualização tem uma chance muito real de terminar o jogo. Agora a EA forçou os jogadores a escolher entre três opções: sair, começar a jogar por horas por dia ou sacar suas carteiras."
No entanto, após a atualização, os representantes oficiais da Electronics Arts afirmaram que o impacto negativo no tamanho do público é mínimo.
O esquema de indicação foi introduzido em 14 de abril de 2010. Ao indicar amigos no Facebook ou através de um link da web, o indicado e o referenciador ganhariam 1350 Valor Points e um Boost de XP extra de 1 dia. Se o referido comprar 2.800 ou mais Play 4 Free Funds o referenciador ganha outros 1000 Valor Points.
A história das mudanças no modelo de Battlefield Heroes na venda de vantagens de jogabilidade foi discutida em detalhes pelo ex-gerente geral da EAsy Ben Cousins em uma apresentação intitulada "Paying to Win? Battlefield Heroes, virtual goods, and selling gameplay advantages".

### Falha de segurança
Em 26 de junho 2011, o grupo de hackers LulzSec anunciou que era capaz de invadir Battlefield Heroes e roubar nomes de tela e senhas com hash MD5 de mais de 550.000 usuários beta. De acordo com a equipe, nenhum e-mail, histórico de conta, números de cartão de crédito ou métodos de pagamento foram comprometidos. Como resultado desta falha de segurança, Battlefield Heroes foi ficou offline enquanto aguardava uma investigação mais aprofundada. Os serviços de jogo foram retomados e o Battlefield Heroes site voltou a ficar online depois de ficar um dia fora do ar após a violação. Quanto às contas roubadas, nenhum dado pessoal ou financeiro foi comprometido, apenas nomes de tela e senhas criptografadas foram pegos pelos hackers, todas as contas foram restauradas e foram configuradas para ter suas senhas alteradas por motivos de segurança.

## Fechamento
Em 15 de abril de 2015, a Easy Studios anunciou que em 14 de julho de 2015 encerraria Battlefield Heroes e desativaria os serviços do jogo. Battlefield Play4Free, Need for Speed World e FIFA World deveriam ser encerrados no mesmo dia. A decisão não foi revertida e o jogo terminou na data prevista.

## Recepção
Em 8 de março de 2011, a EA anunciou que o jogo atingiu sete milhões de usuários registrados. Em 12 de janeiro de 2012, o site anunciou que havia alcançado 10 milhões de usuários registrados.